# Zacarias (São Paulo)
Zacarias  est une municipalité brésilienne de l'État de São Paulo et la Microrégion de São José do Rio Preto.